# Tillandsia plumosa
Tillandsia plumosa es una especie de planta epífita dentro del género  Tillandsia. Es originaria de México, .donde se distribuye por Puebla. 

## Taxonomía
Tillandsia plumosa fue descrita por John Gilbert Baker y publicado en Journal of Botany, British and Foreign 26: 13. 1888.
Etimología
Tillandsia: nombre genérico que fue nombrado por Carlos Linneo en 1738 en honor al médico y botánico finlandés Dr. Elias Tillandz (originalmente Tillander) (1640-1693).
plumosa: epíteto latíno que significa "con plumas". 
Sinonimia
- Viridantha plumosa (Baker) Espejo[2][3]